# Stanwood (Michigan)
Stanwood – wieś w Stanach Zjednoczonych, w stanie Michigan, w hrabstwie Mecosta.